# 种暠
种暠（103年—163年），字景伯，東漢河南郡洛阳縣（今河南省洛阳市）人。
种暠初为县门下吏，河南尹田歆的外甥王湛推荐种暠，田歆以为名士应该隐居山泽，王湛说“山泽不必有异士，异士不必在山泽”，于是田歆举种暠孝廉，汉顺帝末年任侍御史。监护太子刘炳。出为益州刺史。蜀郡太守派人行賄于大長秋曹腾，种暠在斜谷关搜得請託的書信，向皇帝上奏蜀郡太守行賄行為，并且彈劾曹腾。皇帝說：“書信是自外面来，不是曹騰的過錯。”於是擱置种暠的奏章。曹腾並不因為此事計較，反而經常稱讚种暠是能吏。
当时永昌郡太守铸黄金为文蛇以献梁冀，种暠逮捕他入狱。巴郡有乱，讨伐不利，官吏人民多被所害，梁冀陷害他，他得到李固相助，于是只是免官。历任凉州刺史、汉阳郡太守、匈奴中郎将、辽东郡太守、南阳郡太守、度遼将軍。在汉阳郡羌汉百姓送至郡界，他在边地得边族民心，匈奴、龟兹、莎车、乌孙都安心归服。161年担任司徒，對他宾客說：“現在我能擔任三公，是曹常侍的功勞啊。”在位三年，去世。羌民为他服丧，南匈奴上下为他哀悼。
其子种拂。

## 延伸阅读
[在维基数据编辑]
 《後漢書·卷56》，出自范晔《後漢書》